# Jägerhain

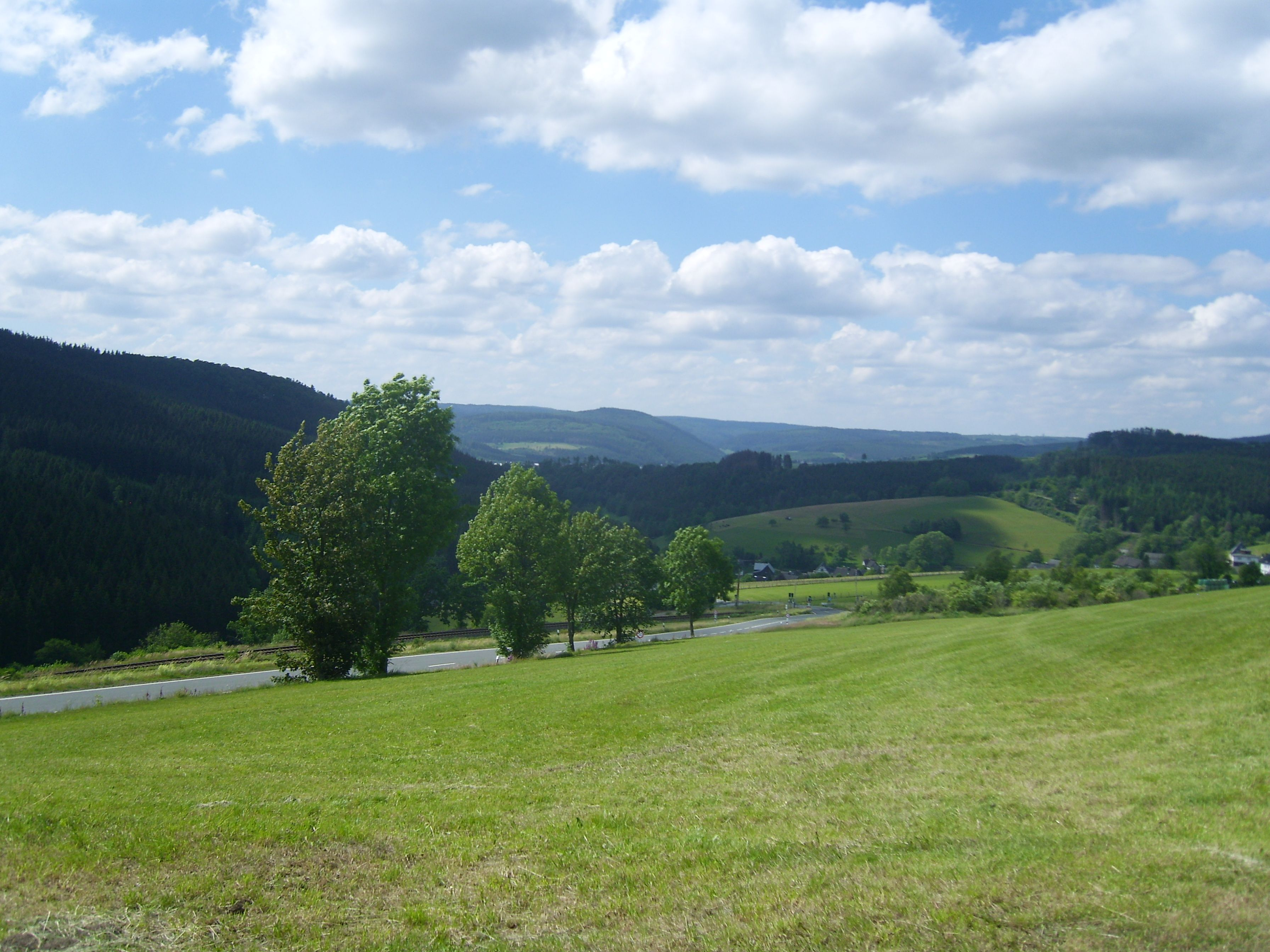
Aus gut 8 km Entfernung wirkt der Jägerhain (rechts der zentralen Lahnhelle und von hinten durch den Jagdberg überragt) unscheinbar aus.

Der Jägerhain, früher auch Saukopf oder Sonnenspitze genannt, bei Großenbach im nordrhein-westfälischen Kreis Siegen-Wittgenstein ist ein 651,8 m ü. NHN hoher Berg im Rothaargebirge.

## Geographie

### Lage
Der Jägerhain befindet sich im Süden des Rothaargebirges und ist Teil des Ederkopf-Lahnkopf-Rücken. Der Gipfel des zur Gemarkung von Nenkersdorf, einem Ortsteil von Netphen, gehörenden und im Naturpark Sauerland-Rothaargebirge gelegenen Berges liegt etwa 480 m südwestlich von Großenbach, einem Ortsteil von Bad Laasphe und etwa 3 km nordöstlich des Netphener Ortsteils Walpersdorf. Nordwestlicher Nachbar des Jägerhains ist der jenseits der Siegquelle gelegene Aukopf (644,9 m), südlicher der Lahnkopf (624,9 m) mit der Lahnquelle und südsüdwestlicher der Grauhain (ca. 638 m).

### Naturräumliche Zuordnung
Der Jägerhain gehört in der naturräumlichen Haupteinheitengruppe Süderbergland (Nr. 33), in der Haupteinheit Rothaargebirge (mit Hochsauerland) (333) und in der Untereinheit Dill-Lahn-Eder-Quellgebiet (333.0) zum Naturraum Ederkopf-Lahnkopf-Rücken (333.01).

### Fließgewässer
Auf dem Nordwesthang des Jägerhains liegt, etwa 400 m entfernt vom Gipfel, die Siegquelle mit mehreren kleinen Quellen in kleinem Quellgebiet. Etwa 150 m nordöstlich davon entspringt auf seinem Nordhang ein namenloser Zufluss des Ahbachs, welcher in Volkholz in die Lahn mündet. Auf seinem Nordosthang liegt, knapp unterhalb der Ortschaft Großenbach, die Quelle des Großenbachs, und 830 m südsüdwestlich vom Berggipfel entspringt auf dem Übergangsbereich zum Grauhain die Ilm, die beide ebenfalls der Lahn zufließen.

## Schutzgebiete
Auf dem Jägerhain liegen Teile der Landschaftsschutzgebiete Netphen (CDDA-Nr. 555558489; 1985 ausgewiesen; 117,4529 km² groß) und Bad Laasphe (CDDA-Nr. 555558490; 1987; 122,9381 km²). Bis auf die Hochlagen des Berges reichen auch solche des Fauna-Flora-Habitat-Gebiets Rothaarkamm und Wiesentäler (FFH-Nr. 5015-301; 34,46 km²). Etwas südlich befindet sich das Naturschutzgebiet Auerhahnwald (CDDA-Nr. 81326; 1934; 14,46 ha).

## Verkehr und Wandern
Über die Hochlagen des Jägerhains führt als Teil der Landesstraße 722 die Eisenstraße des Rothaargebirges, die auf dem Südwesthang etwa 633 m Höhe erreicht. Von dieser Straße zweigt nahe der auf dem Nordwesthang gelegenen Siegquelle die Großenbacher Straße als ostwärts nach Großenbach verlaufende Stichstraße ab. Wenige Meter nordwestlich von diesem Abzweig kreuzt die L 719 (Walpersdorf–Volkholz) die Eisenstraße. Parallel zur Eisenstraße verläuft der Rothaarsteig, der in Bergnähe die Sieg-, Ilm- und Lahnquelle miteinander verbindet und, nordwestlich abseits des Berges die Ederquelle passiert. Durch das Gebiet der Siegquelle führen die Lehrpfade Siegquellenrundweg und Walderlebnispfad Siegquelle.